# 駱駝奶

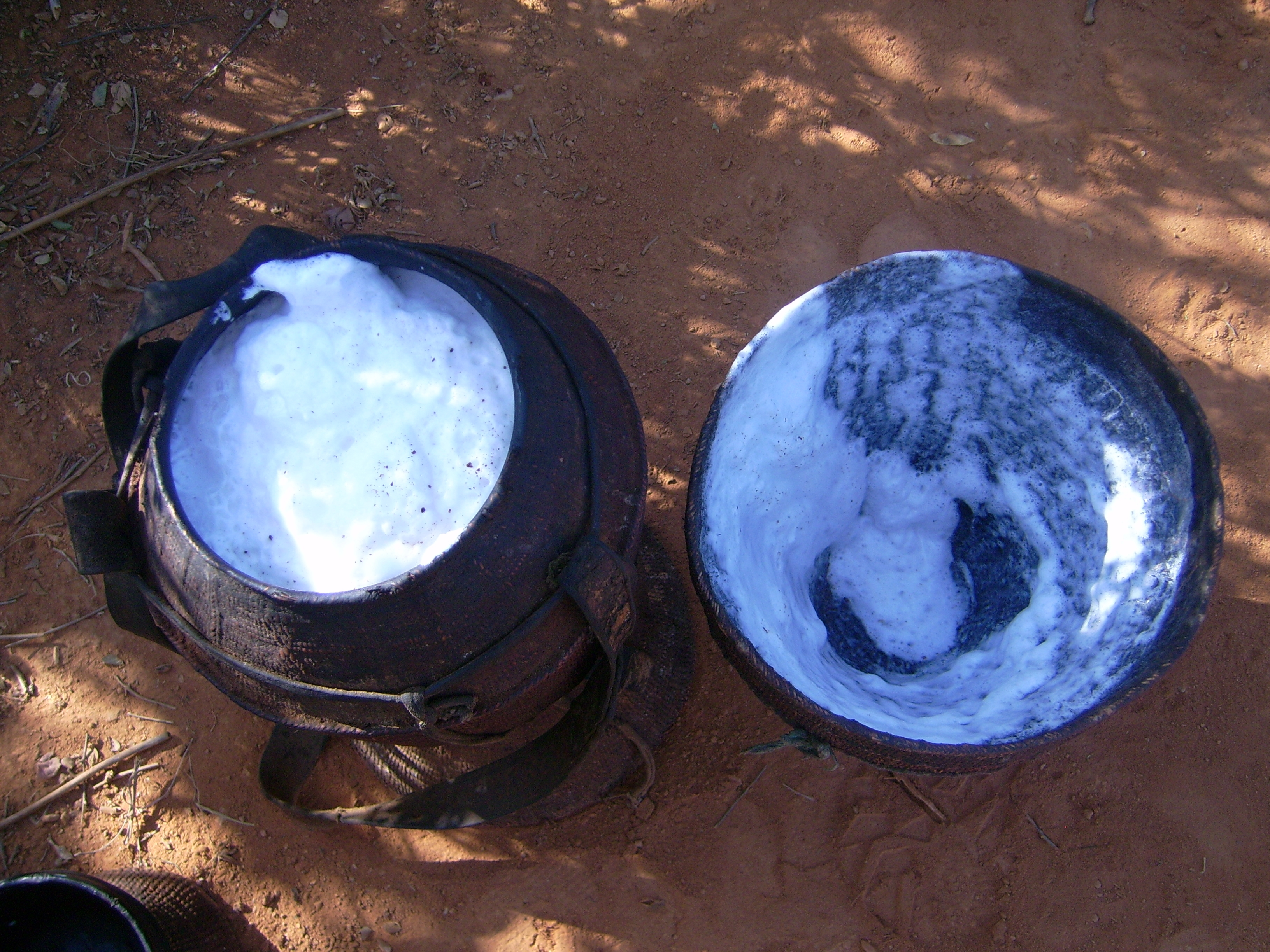
駱駝奶

駱駝奶，自千年前骆驼被人類馴化之後，駱駝奶便成為貝都因人在沙漠生活中的重要食物，同時也是牧歌文化的靈感來源之一。當游牧民族長時間在沙漠或乾旱環境中進行遷移以及放牧時，經常僅依靠駱駝奶當作食物。
由於飼養乳牛需要消耗大量的水和電力，用來調整乳牛養殖場的內部溫度和冷卻噴水系統的供電，因此居住於乾旱地區的人民普遍養殖駱駝來當作奶牛的替代品。現今在哈薩克、英国、阿拉伯联合酋长国、索马里、沙特阿拉伯、毛里塔尼亚與美国的超市內都可以找到用駱駝奶製成的奶制品。

## 營養與藥用

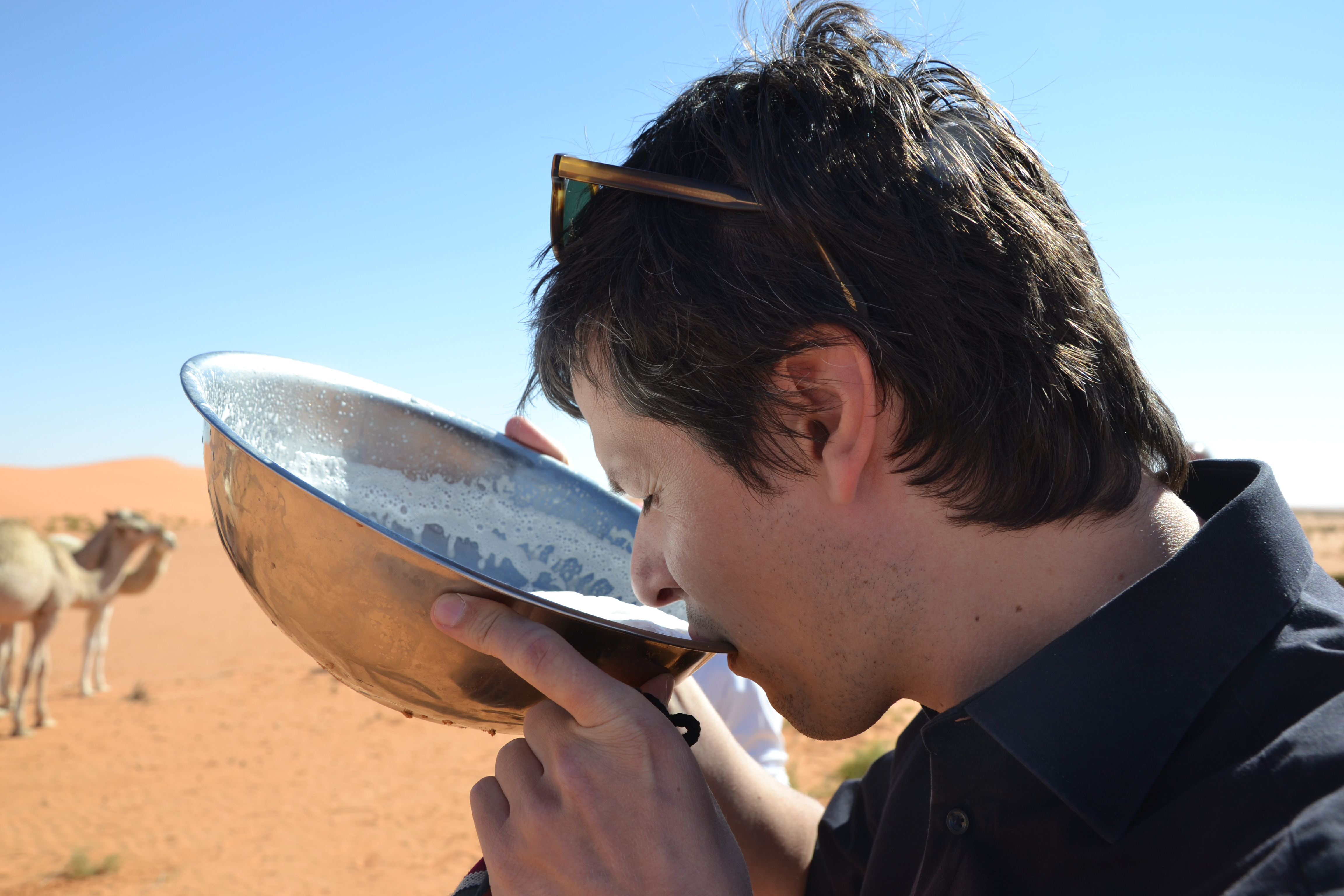
飲用駱駝奶

駱駝奶含有豐富的營養，可以提供人類整日活動所需的精力，在許多地區，駱駝奶會被餵給營養不良的嬰兒來補充養分。與牛奶、水牛奶和羊奶的乳脂肪相比，駱駝奶含有較少的短链脂肪酸，此外駱駝奶含有比牛奶更豐富的脂肪和蛋白质 。駱駝奶中的膽固醇含量也比牛奶與羊奶來的低。
駱駝奶擁有較多的维生素、礦物質以及免疫球蛋白含量。駱駝奶中的维生素C數量比牛奶高三倍，鐵質含量則比牛奶多出十倍，駱駝奶內的不飽和脂肪和维生素B含量也很高，不過駱駝奶中含有的維生素A與核黄素成分比例則低於牛奶。駱駝奶的營養成分取決於餵養駱駝的飼料和駱駝品種，而雙峰駱駝的乳汁脂肪含量通常高於單峰駱駝。
駱駝奶的乳糖含量低於牛奶，不過駱駝奶中含有的钾、镁、铁、铜、锰、钠和锌的數量則高於牛奶。
在印度的阿育吠陀传统医学書籍中，駱駝奶被視為可治療眾多疾病的傳統良藥，印度的拉贾斯坦邦設有一所國家駱駝研究中心，專門研究將駱駝奶應用於治療各種疾病的醫學實驗。

## 生產

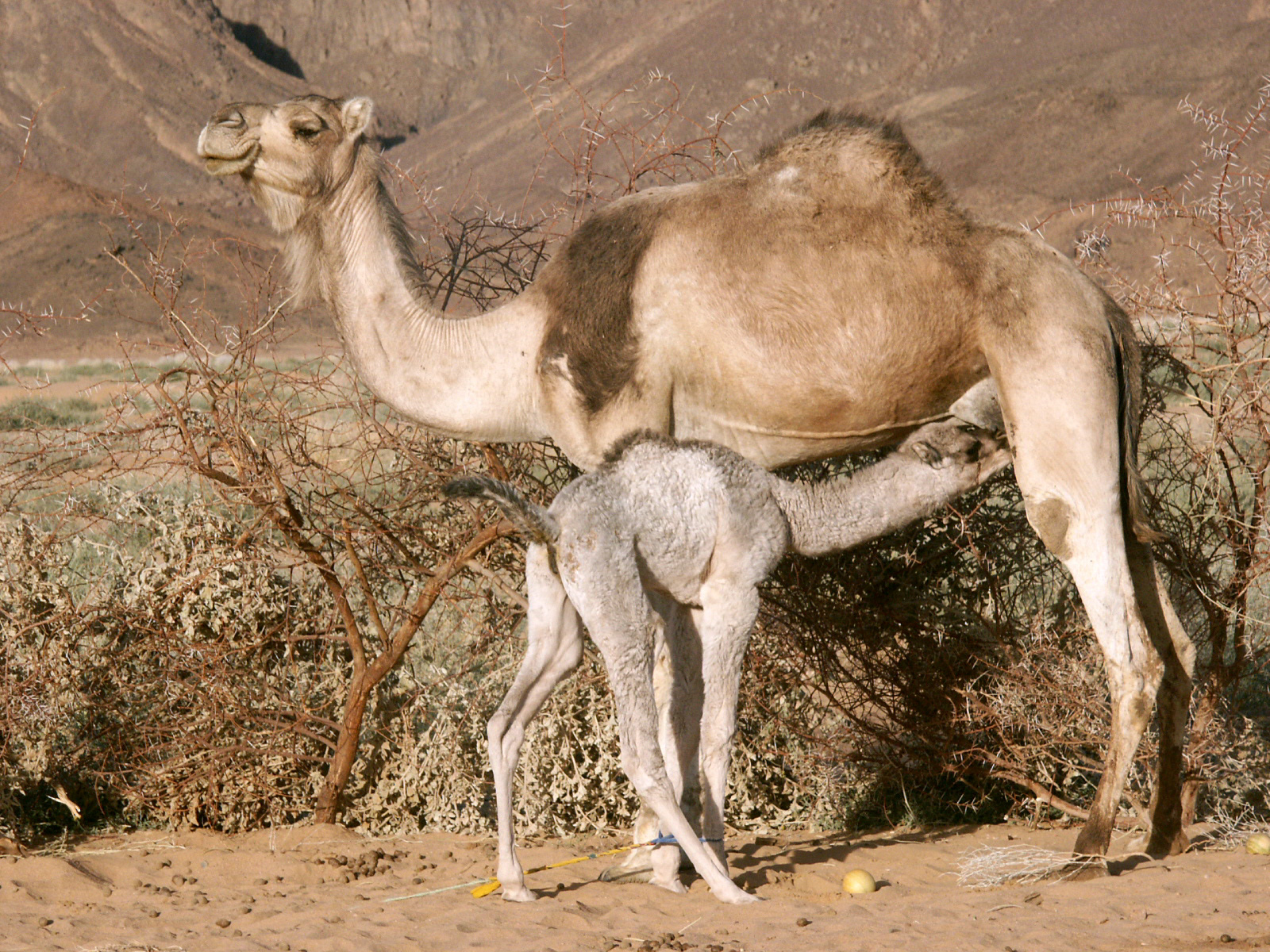
哺乳中的母駱駝

雖然駱駝奶的生產大多仍主要作為自給農業的一環，不過近年來商業化的駱駝奶乳業日漸蓬勃發展。
生產1夸脫駱駝奶的費用遠高於生產相同數量的牛奶，生產成本大約貴了50倍。成本高昂的很大一部分因素，是因為駱駝的生長速度緩慢，要到年滿4歲後才能進行交配來繁殖下一代。母駱駝的妊娠期則長達13個月，生下小駱駝後便開始產乳，特別的是母駱駝在分泌乳汁期間需要持續地給小駱駝哺乳，否則母駱駝便會停止產奶，直到小駱駝斷奶前，牧農可以有12到18個月的時間來收穫駱駝奶。
双峰骆驼每日大約可生產5公升的駱駝奶，單峰駱駝每天則平均有20公升的產量，駱駝能夠在沒有飲用任何水分的情況下安然度過21天的時間，即使是在被餵食劣質飼料的情況下依舊可以持續產乳，因此對居住在艱困環境的人民來說，駱駝可說是提供可靠食品的穩定來源。
駱駝奶比起其他動物的乳品較不易做成奶酪，駱駝奶的特性導致很難將其凝結成塊狀，不過依據最新的奶酪製作技術，已研發出可加入適量的植物性凝乳酶來幫助駱駝奶凝結成固體的乾酪。

## 外部連接
- The Technology of Making Cheese from Camel Milk (Camelus dromedarius) Animal Production and Health Paper Issued by FAO, United Nations. (2001) （页面存档备份，存于）
- Camels and Camel Milk. Report Issued by FAO, United Nations. (1982) （页面存档备份，存于）